# دانشگاه آزاد اسلامی واحد کازرون
دانشگاه آزاد اسلامی واحد کازرون یکی از واحدهای بسیار بزرگ دانشگاه آزاد اسلامی در شهر کازرون است. این دانشگاه در سال ۱۳۶۴ به عنوان یکی از اولین واحدهای دانشگاه آزاد اسلامی در سطح کشور بنیان‌گذاری شد و تنها واحد دارای دانشکده پزشکی و بیمارستان اختصاصی در جنوب غرب کشور است. واحد کازرون در جدیدترین رتبه‌بندی ISC در سال ۱۴۰۲ در رتبه ۵۶ کشور و بر اساس مقالات بین‌المللی در رتبه ۳۵ کشور قرار دارد. دانشگاه آزاد اسلامی کازرون دارای رشته‌های مختلف در مقاطع کاردانی، کارشناسی، کارشناسی ارشد، دکترای حرفه‌ای و دکترای تخصصی می‌باشد.

## دانشکده‌ها
دانشگاه آزاد اسلامی کازرون دارای ۶۸ رشته تحصیلی و ۷ دانشکده است. واحد کازرون تنها واحد دارای دانشکده پزشکی در جنوب غرب کشور است. این دانشگاه همچنین یکی از دو واحد دارای دانشکده دامپزشکی در جنوب غرب کشور است.

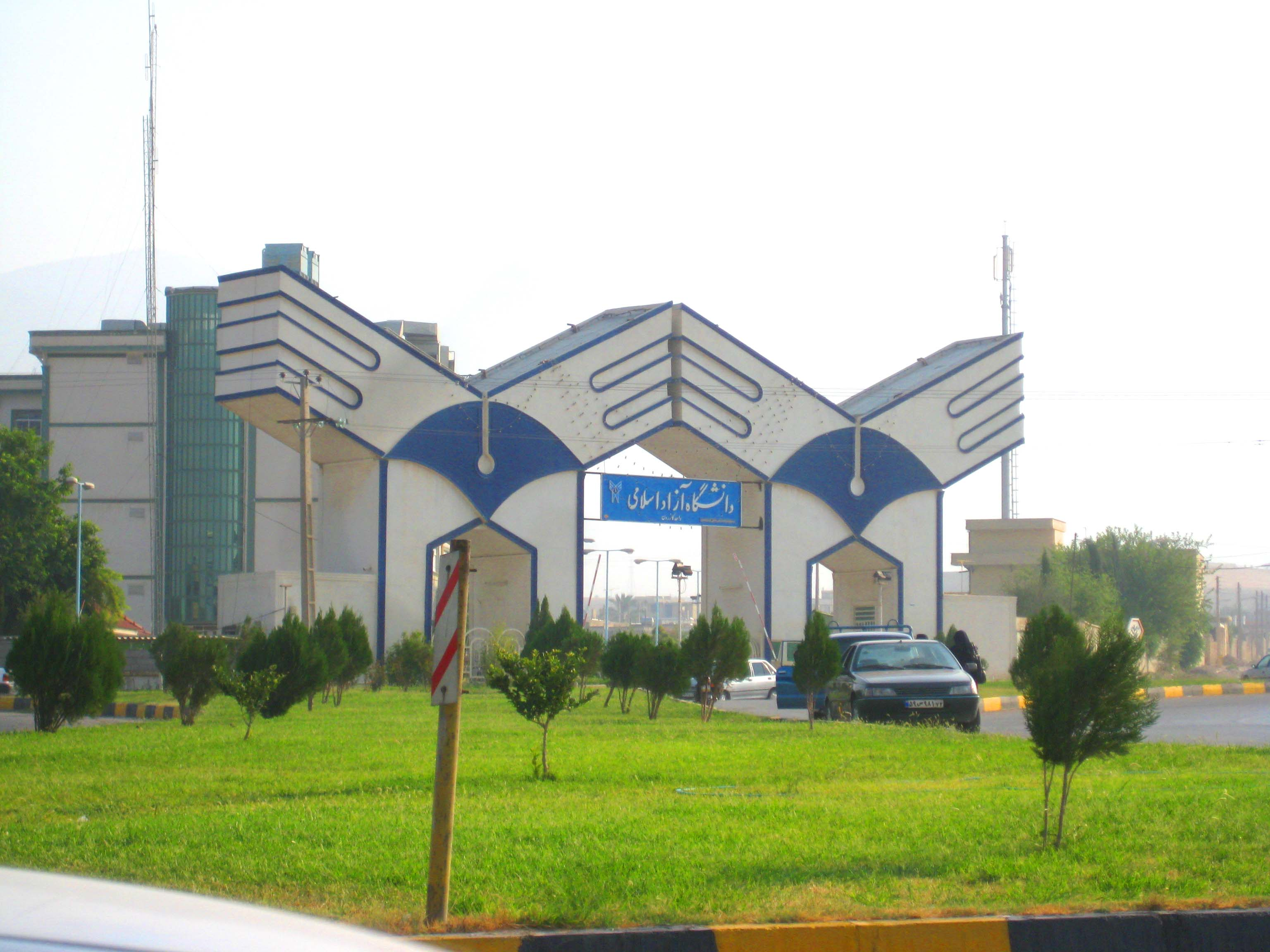
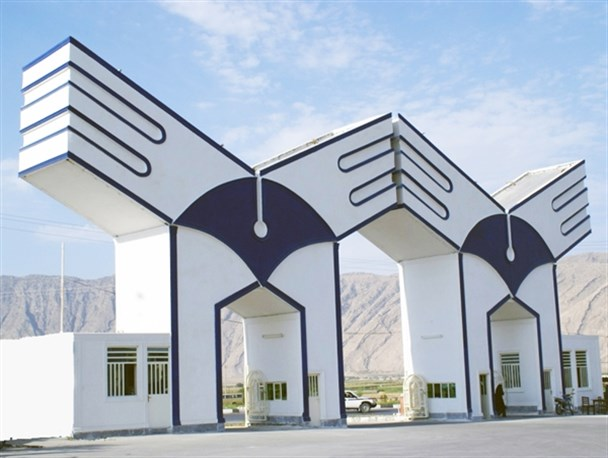
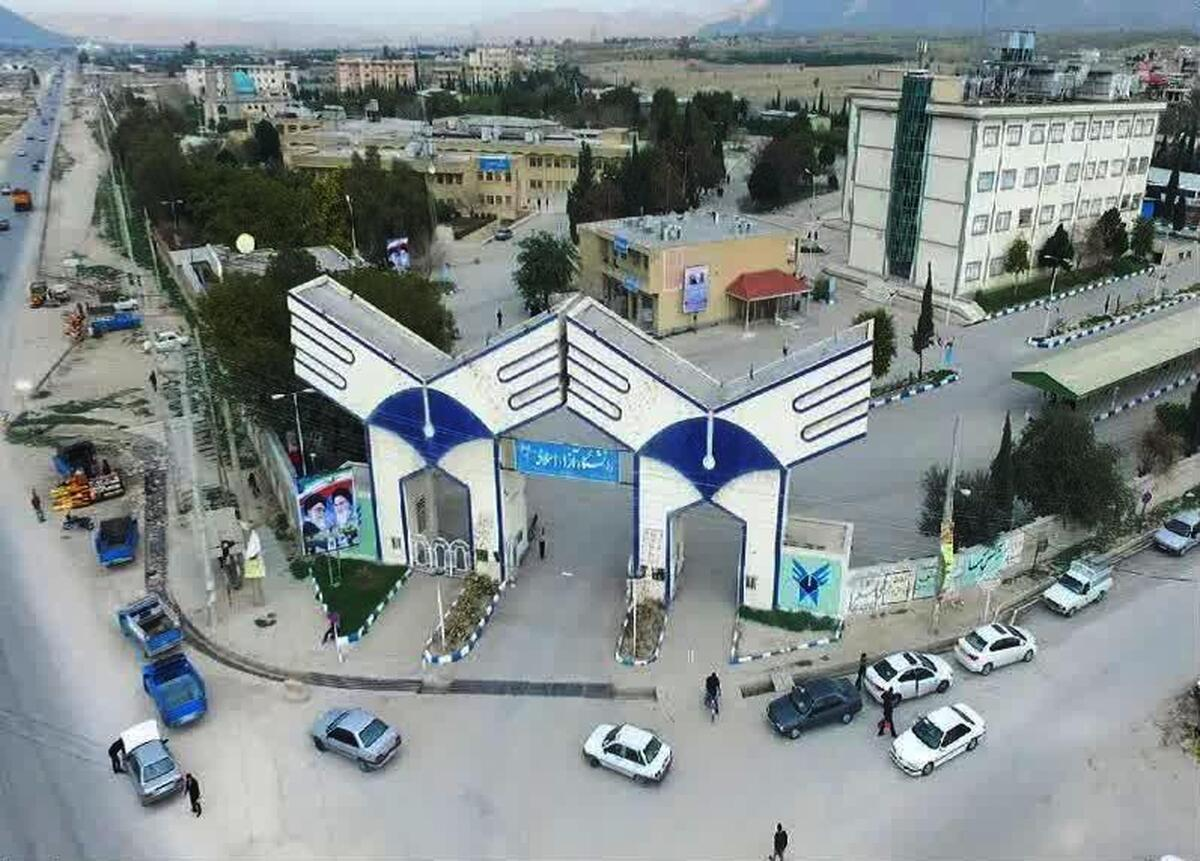

| دانشکده فنی و مهندسی       |
| دانشکده پزشکی              |
| دانشکده علوم پایه          |
| دانشکده علوم انسانی        |
| دانشکده دامپزشکی و کشاورزی |
| دانشکده پرستاری و مامایی   |
| دانشکده مهارت و کارآفرینی  |
| -------------------------- |

## بیمارستان
بیمارستان ۱۱۲ تخت‌خوابی امام علی وابسته به دانشگاه آزاد اسلامی کازرون مشغول به فعالیت است.

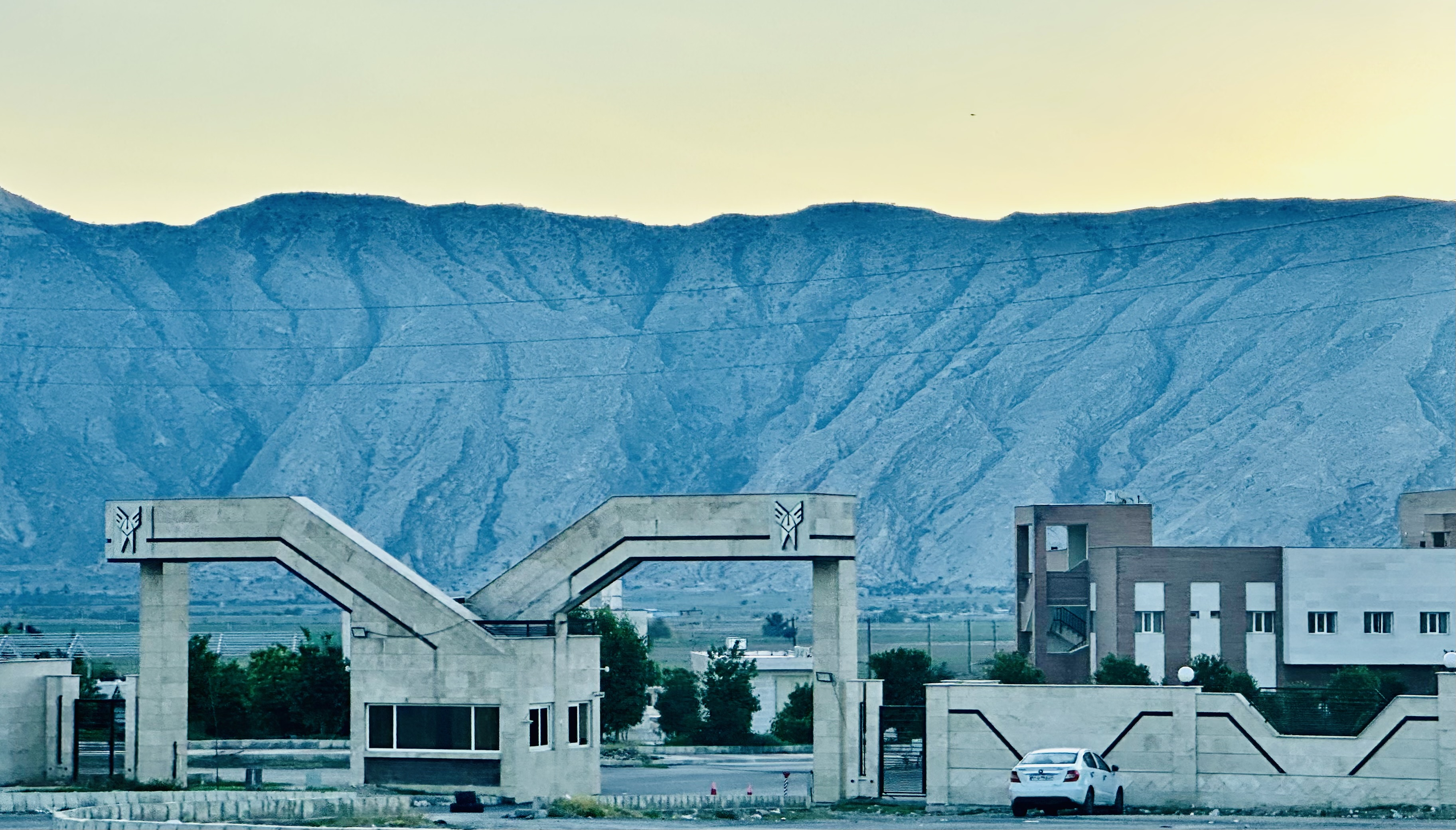
بیمارستان امام علی واقع در میدان بیشاپور

## مراکز علمی و تحقیقاتی

### مرکز نوآوری زیستی
نخستین مرکز نوآوری زیستی کشور با گنجایش بیش از ۴۰ شرکت دانش‌بنیان در سال ۱۴۰۰ توسط معاونت علمی و فناوری ریاست جمهوری در واحد‌ کازرون راه‌اندازی شد.

### اداره فناوری اطلاعات و ارتباطات
این مرکز با ۲۵۰ دستگاه رایانه، ۶ دستگاه سرور پیشرفته و ۵ سایت کامپیوتر با استفاده از خطوط انتقال فیبر نوری در دانشگاه مشغول به فعالیت است.

### باشگاه پژوهشگران جوان و نخبگان
از مراکز علمی و پژوهشی مستقر در این دانشگاه است.

### آزمایشگاه‌ها و کارگاه‌ها
این دانشگاه دارای ده‌ها آزمایشگاه و کارگاه‌ پیشرفته و بیش از ۱۰۰۰ دستگاه تجهیز آزمایشگاهی و کاربردی ویژه در دانشکده‌ها می‌باشد.

### مرکز تعمیر، کالیبراسیون و نوسازی کنتورهای گاز
این مرکز به عنوان سومین مرکز تعمیر، کالیبراسیون و نوسازی کنتورهای گاز در کشور و تنها مرکز در جنوب کشور، در کارگاه مکانیک این دانشگاه مشغول به فعالیت است.

## نشریات علمی
این دانشگاه در حال حاضر ناشر ۲ مجله معتبر علمی می‌باشد.
فهرست مجلات
| شماره | نام مجله                           |
| ----- | ---------------------------------- |
| ۱     | طب دامپزشکی جایگزین                |
| ۲     | هوشمندسازی سیستم‌ها و پردازش داده‌ها |

## دستاوردهای علمی و پژوهشی
مطابق آمار سال ۱۴۰۱، ۱۷۴۶ مقاله در مجلات معتبر داخلی و ۸۲۴ مقاله در مجلات معتبر بین‌المللی توسط پژوهشگران این دانشگاه به چاپ رسیده است. همچنین انجام ۱۷ طرح پژوهشی برون‌دانشگاهی و به پایان رساندن تعداد ۳۷۰ طرح تحقیقاتی از دستاوردهای پزوهشگران این دانشگاه بوده است. تاکنون ۲۲ کتاب توسط پژوهشگران این دانشگاه تألیف و ترجمه شده است. 

## کتابخانه
کتابخانه مرکزی بزرگ دانشگاه آزاد اسلامی کازرون دارای بیش از ۱۰۰ هزار جلد کتاب است.

## امکانات ورزشی
مجتمع ورزشی بزرگ امام علی، نیازهای این واحد دانشگاهی را پوشش می‌دهد. این مجتمع شامل سالن چندمنظوره، سالن تنیس روی میز و سالن رزمی است.

## خوابگاه
خوابگاه‌های این دانشگاه با گنجایش بیش از ۱۴۰۰ نفر و مجهز به امکانات رفاهی و مهمانسرای استادان، نیازهای این دانشگاه را پوشش می‌دهد.

## سایر امکانات
سالن‌های همایش آمفی‌تئاتر و کنفرانس و سالن‌های دفاع از پایان‌نامه، سلف سرویس، صندوق رفاه دانشجویی، مسجد و سرویس‌های ایاب و ذهاب از دیگر امکانات این دانشگاه است.

## مدارس زیرمجموعه
مجموعه مدارس سما وابسته به این دانشگاه در شهر کازرون مشغول به فعالیت هستند.

## افراد

### دانشجویان و فارغ‌التحصیلان
در حال حاضر ۴۵۰۰ دانشجو در واحد کازرون مشغول به تحصیل هستند. تاکنون ۳۶ هزار دانشجو از این دانشگاه فارغ‌التحصیل شده‌اند.

### اعضای هیئت علمی و کارمندان
دانشگاه آزاد اسلامی کازرون در حال حاضر دارای ۱۴۰ عضو هیئت علمی  و ۱۱۵ کارمند می‌باشد.

### ریاست و معاونین
| نام                   | سِمَت                        |
| --------------------- | -------------------------- |
| دکتر علی مهبودی       | سرپرست دانشگاه             |
| دکتر مهرداد همراهی    | معاون توسعه و مدیریت منابع |
| دکتر رهام والی        | معاون آموزشی و مهارتی      |
| دکتر محمدامین پیربنیه | معاون پژوهشی و فناوری      |
| دکتر مریم قاسمی       | معاون دانشجویی و فرهنگی    |

### افراد سرشناس
| نام              | سابقه در دانشگاه  | سایر سوابق                                                                           | تصویر |
| ---------------- | ----------------- | ------------------------------------------------------------------------------------ | ----- |
| عبدالرضا حاجی‌پور | ریاست             | دانشمند ارشد دانشگاه ویسکانسین-مدیسن                                                 |       |
| شاهین محمدصادقی  | ریاست (۱۳۶۸-۱۳۶۹) | نماینده کازرون و عضو هیئت رئیسه مجلس هفتم و نهم - رئیس دانشگاه علوم پزشکی شهید بهشتی |       |
| حیدر اسکندرپور   | مدیرگروه برق      | شهردار کازرون، شیراز و بوشهر - فرماندار شیراز                                        |       |